# Wansleben am See
Wansleben am See ein Ortsteil der Gemeinde Seegebiet Mansfelder Land im Landkreis Mansfeld-Südharz in Sachsen-Anhalt.

## Geografie

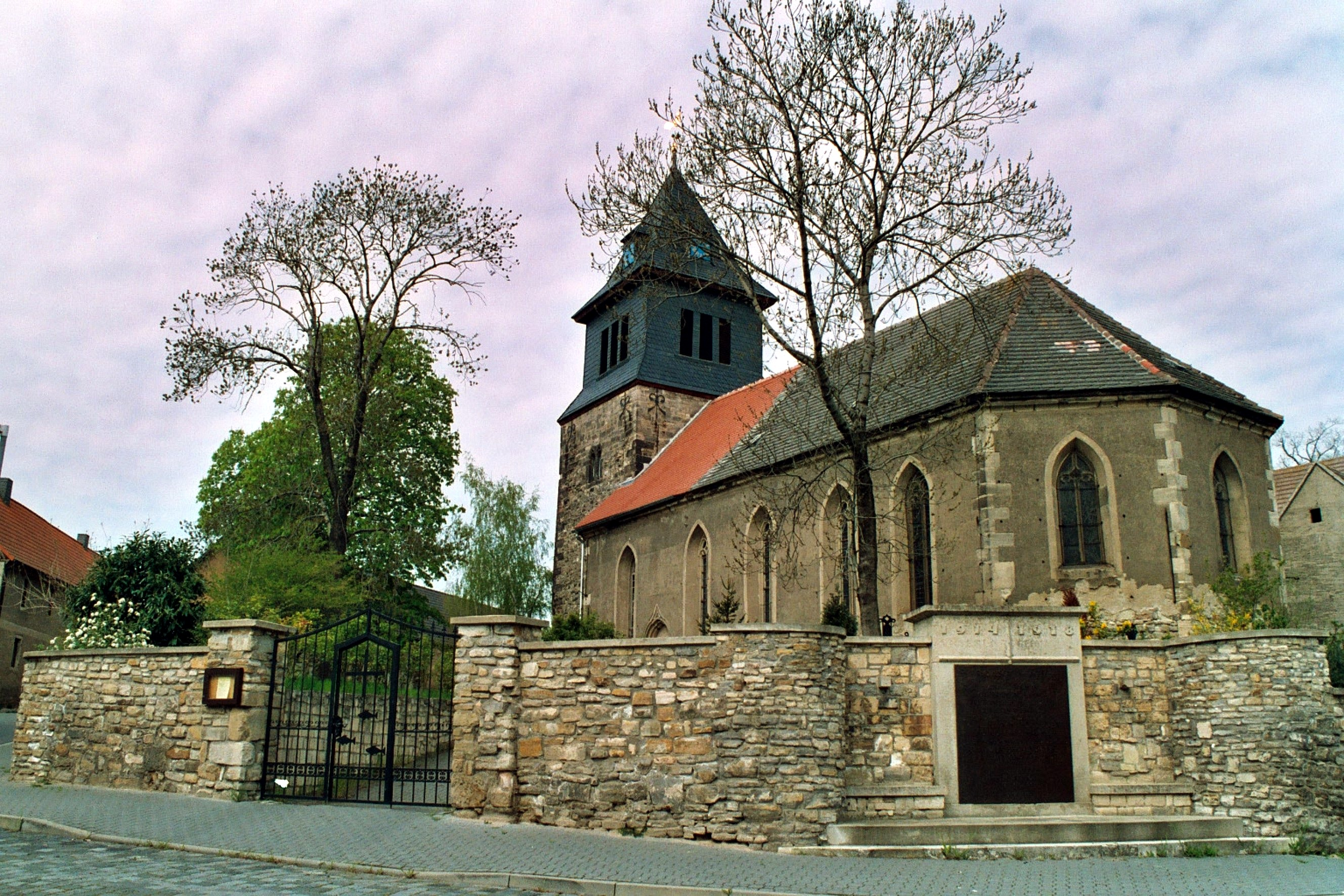
Dorfkirche St. Andreas und Stephan (1509)

Wansleben liegt gut 15 km westlich von Halle (Saale).

## Geschichte
In einem zwischen 881 und 899 entstandenen Verzeichnis des Zehnten des Klosters Hersfeld wird Wansleben als zehntpflichtiger Ort Wenzesleba im Friesenfeld urkundlich erwähnt. Der salzige See ist derzeit verschwunden.
In der Gegend um Wansleben gab es einen Kalibergbau. Östlich von Wansleben befinden sich die mittlerweile verfüllten Schächte Georgi (1898) und Neumansfeld (1910), siehe Kaliwerk Vereinigte Ernsthall. Während der Weltwirtschaftskrise wurde die Förderung der meisten Kalibergwerke in der Umgebung gegen Zahlung einer Prämie beendet.
In der Zeit des Nationalsozialismus befand sich ab 1944 bei den Kalibergwerken ein Außenlager des KZ Buchenwald, das KZ Wansleben, mit den Decknamen Mansfeld, Biber II, A 6 und Wilhelm. Die 2.024 Häftlinge mussten unterirdische Hallen für die Kriegsproduktion errichten und in der Produktion von Motoren für Flugzeuge von Junkers für die Luftwaffe, Teilen der V1 und V2 und Pumpen für Messerschmitt-Flugzeuge sowie an der Herstellung von Granatzündern mitarbeiten.
Von Oktober 1943 bis zum Frühjahr 1945 wurden Kunstgegenstände in die unterirdischen Anlagen eingelagert, unter anderem 500 Kisten aus dem Bibliotheks- und Archivbestand der Deutschen Akademie der Naturforscher Leopoldina in Halle (Saale).
Am 12. April 1945 um 5 Uhr früh begann für die Häftlinge in 5er-Reihen der Todesmarsch in Richtung Dessau und Schönebeck. Gegen 8 Uhr wurden auf diesem Marsch die ersten Häftlinge erschossen, die nicht mehr laufen konnten. Am 14. April 1945 wurde das Lager von einer kleinen Einheit der 104. US-Infanteriedivision (genannt Timberwolf, unter General Terry Allen) befreit. Man fand die im Lager zurückgebliebenen Häftlinge krank oder tot vor.
Der Salzbergbau der Nachkriegszeit wurde in den 1960er Jahren eingestellt. Die Entwicklungsgesellschaft Seengebiet Mansfelder Land bemüht sich um die Wiederherstellung des Sees.
Am 1. Januar 2010 schlossen sich die bis dahin selbstständigen Gemeinden Wansleben am See, Amsdorf, Aseleben, Erdeborn, Hornburg, Lüttchendorf, Neehausen, Röblingen am See, Seeburg und Stedten zur Einheitsgemeinde Seegebiet Mansfelder Land zusammen. Gleichzeitig wurde die Verwaltungsgemeinschaft Seegebiet Mansfelder Land, zu der Wansleben am See gehörte, aufgelöst.

## Verkehr

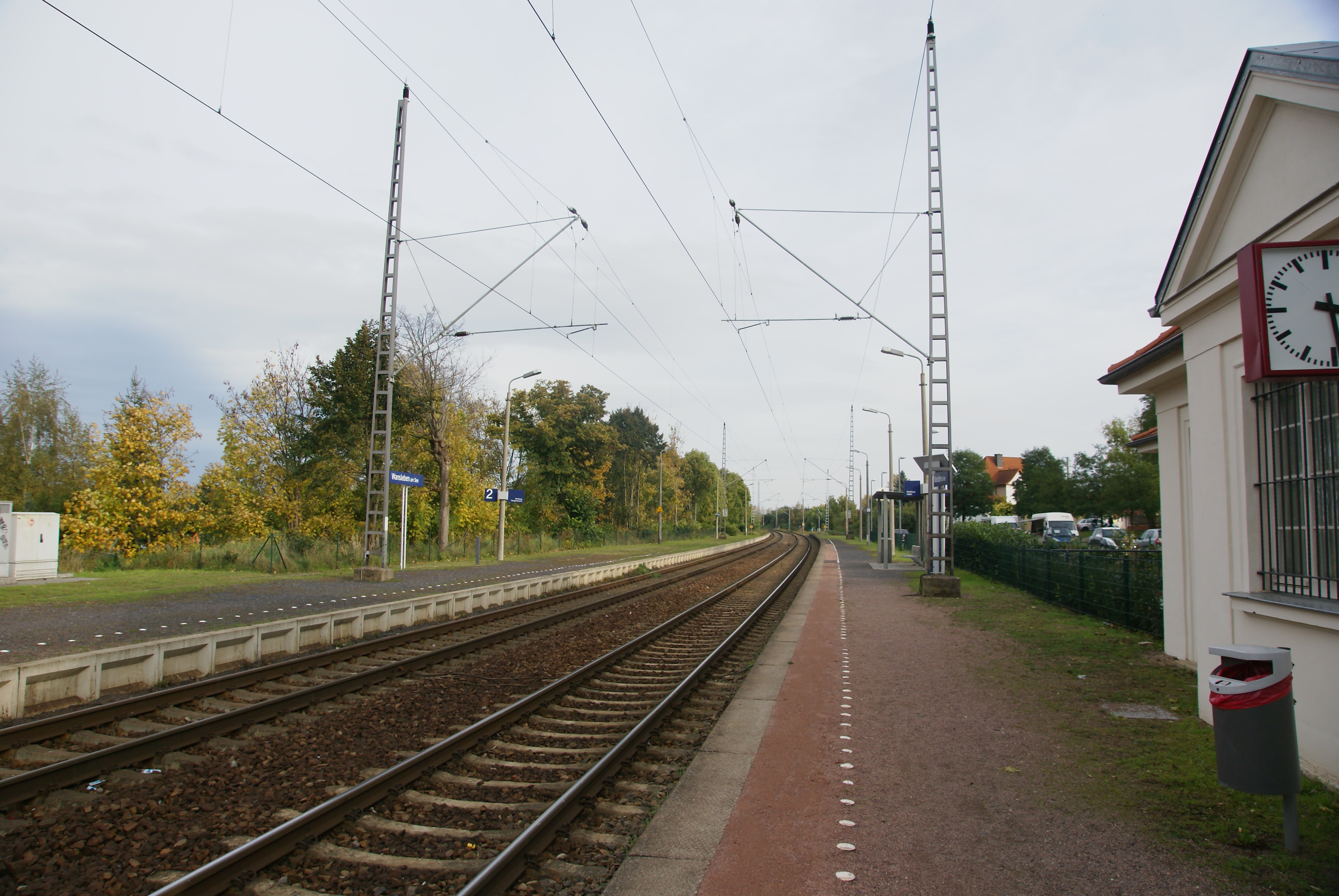
Haltepunkt Wansleben am See

Der Haltepunkt Wansleben am See liegt an der Bahnstrecke Halle–Hann. Münden. Es verkehren Regionalbahnen der Linie RB 75 (Kupfer-Express) Halle (Saale)–Lutherstadt Eisleben(–Nordhausen).

## Sehenswürdigkeiten und Gedenkstätten
Die spätgotische Dorfkirche St. Andreas und Stephan (1509) enthält Wandfresken aus der Entstehungszeit. Sie wurde 2006–2015 restauriert.
Auf dem Ortsfriedhof erinnern mindestens 23 Grabstätten von unbekannten sowie 13 Gräber von namentlich genannten Personen an die Opfer von Zwangsarbeit. Dort steht auch ein Mahnmal des Hallenser Bildhauers Richard Horn, das 1946 in Anwesenheit des DDR-Präsidenten Wilhelm Pieck eingeweiht wurde.
Im Herbst 2012 konnte dank einer Initiative von Andreas Tautrim eine Gedenkstätte eröffnet werden, die an das frühere Lager erinnert.